# Carl Christian Bettendorf
Carl Christian Bettendorf (* 26. Juli 1973 in Hamburg) ist ein deutscher Komponist.

## Leben
Carl Christian Bettendorf studierte Komposition bei Hans-Jürgen von Bose, Peter Maxwell Davies und Wolfgang Rihm sowie am Music Department der Columbia University in New York bei Tristan Murail, wo er mit einer Arbeit über die Neue Einfachheit zum Doctor of Musical Arts (DMA) promovierte. Seine Werke wurden u. a. beim A•DEvantgarde-Festival München, beim Centre Acanthes in Metz, im Ijsbreker Amsterdam sowie in der New Yorker Carnegie Hall aufgeführt. 2007 hatte er ein Porträtkonzert im Rahmen der Klangspuren der Münchener Biennale. Derzeit lebt und arbeitet er in New York City, New York, USA.
Vermehrt tritt er als Dirigent in Erscheinung u. a. mit dem Münchener Ensemble für Neue Musik piano possibile, der Ostravská banda in der Tschechischen Republik und verschiedenen Ensembles in New York (Wet Ink, Talea und Ghost Ensembles sowie Ensemble mise-en).
An Preisen und Stipendien erhielt er u. a. den Leonhard und Ida Wolf-Gedächtnispreis für Musik, mehrere Stipendien der Forberg-Schneider-Stiftung sowie den BRIO Award des Bronx Council on the Arts. Er war Stipendiat des DAAD und verbrachte Stipendienaufenthalte u. a. an der Cité Internationale des Arts Paris, der MacDowell Colony sowie im Internationales Künstlerhaus Villa Concordia in Bamberg.

## Werk

### Musiktheater
- Escorial (1997)

### Orchestermusik
- Cryptic Circle (1997, revidiert 1998)

### Kammermusik
- Nachtstück und Arie (1998/99)
- Three Anniversaries für Klarinette, Violine, Violoncello und Klavier (2001–07)